# Xã Valley, Quận Washington, Arkansas
Xã Valley (tiếng Anh: Valley Township) là một xã thuộc quận Washington, tiểu bang Arkansas, Hoa Kỳ. Năm 2010, dân số của xã này là 1.322 người.